# Póvoa de Santo Adrião e Olival Basto
Póvoa de Santo Adrião e Olival Basto (oficialmente, União das Freguesias da Póvoa de Santo Adrião e Olival Basto) é uma freguesia portuguesa do município de Odivelas, com 2,63 km² de área e 18806 habitantes (censo de 2021). A sua densidade populacional é 7 150,6 hab./km².

## História
A antiga freguesia de Póvoa de Santo Adrião é uma área próxima de Loures que aparece nos mapas a partir do século XV com o nome de Póvoa. Era um pequeno lugar com casas de camponeses que trabalhavam na agricultura e pesca no rio Trancão. O nome mudou algumas vezes, primeiro devido à proximidade com Loures e depois porque a área se tornou autônoma e tomou o nome do seu santo padroeiro, Santo Adrião. A fundação dessa freguesia foi feita em algum momento entre os séculos XVI e XVII, e foi desmembrada de Loures para melhor servir os moradores. Pertenceu ao Termo de Lisboa até 1852 e depois ao voncelho de Olivais até 1886, quando foi integrada ao Concelho de Loures. Em 1998, com a criação do Município de Odivelas, Póvoa de Santo Adrião passou a ser uma das sete freguesias do voncelho de Odivelas.
A atual união de freguesias foi criada aquando da reorganização administrativa de 2012/2013,  resultando da agregação das antigas freguesias de Póvoa de Santo Adrião e Olival Basto.

## Demografia
A população registada nos censos foi:
| Distribuição da População por Grupos Etários | Distribuição da População por Grupos Etários | Distribuição da População por Grupos Etários | Distribuição da População por Grupos Etários | Distribuição da População por Grupos Etários | Distribuição da População por Grupos Etários |
| -------------------------------------------- | -------------------------------------------- | -------------------------------------------- | -------------------------------------------- | -------------------------------------------- | -------------------------------------------- |
| Antes da agregação                           |                                              |                                              |                                              |                                              |                                              |
| Ano                                          | 0-14 anos                                    | 15-24 anos                                   | 25-64 anos                                   | >= 65 anos                                   | Total                                        |
| 2001                                         | 2733                                         | 3454                                         | 12234                                        | 2529                                         | 20950                                        |
| 2011                                         | 2486                                         | 2042                                         | 10630                                        | 3715                                         | 18873                                        |
| Após a agregação                             |                                              |                                              |                                              |                                              |                                              |
| Ano                                          | 0-14 anos                                    | 15-24 anos                                   | 25-64 anos                                   | >= 65 anos                                   | Total                                        |
| 2021                                         | 2503                                         | 1881                                         | 9687                                         | 4735                                         | 18806                                        |

## Património
- Chafariz d'El-Rei
- Centro Cultural da Malaposta